# Pälkjärvi
Pälkjärvi är en tidigare finsk kommun i Karelen. Den låg norr om Ladoga. Nästan hela kommunen tillföll Sovjetunionen 1944 och delen som blev kvar i Finland blev del av Tohmajärvi kommun. Pälkjärvi på den ryska sidan blev del av Sordavala kommun i den ryska republiken Karelen.
Slaget vid Pälkjärvi ägde rum den 9 augusti 1808 under Finska kriget i Pälkjärvi.
Marimekkos grundare Armi Ratia kom från Pälkjärvi.